# 吴洪亮

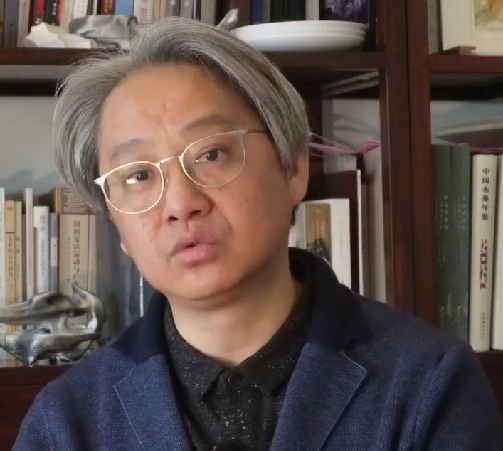
2025年的吴洪亮

吴洪亮（1973年—），男，汉族，北京人，中华人民共和国政治人物。现任北京画院院长，北京画院美术馆馆长，北京画院齐白石纪念馆馆长。第十三、十四届全国政协委员。